# Лёвентон, Леон
Леон Лёвентон (фр. Leon Loewenton; 6 января 1889 — 23 сентября 1963) — румынский и французский шахматист и шахматный композитор. Международный арбитр по шахматной композиции (1956).

## Биография
Леон Лёвентон представлял Румынию на неофициальной шахматной олимпиаде 1924 года. В последующие годы стал более широко известен как шахматный композитор. Составил более 1200 композиций, в своем творчестве затронул такие редкие темы, как ретроградный анализ и кооперативный мат. В 1956 году стал международном арбитром ФИДЕ по шахматной композиции. В 1962 году Леон Лёвентон эмигрировал во Францию. 
По специальности инженер-конструктор. Окончил Высшую техническую школу в Шарлоттенбурге.
Написал книгу «Metodele strategice şi tactice ale jocului de şah» (Методы стратегии и тактики в шахматах, Бухарест: Editura de Stat, 1949). Книга воспоминаний «Urmăriţi de Gestapo: amintiri din Franţa (1940—1944)» (Разыскиваемый гестапо, Бухарест: Curierul, 1944) повествует о жизни автора в 1940—1944 годах в укрытиях в оккупированной Франции (в Париже, Марселе, Ницце, и до освобождения в феврале 1944 года в Монте-Карло и репатриации в Румынию в марте того же года).